# Къню Маринов
Къню Маринов Кънев (Христо) е участник в Съпротивителното движение по време на Втората световна война. Български партизанин от Партизански отряд „Христо Кърпачев“. Доброволец във войната срещу Германия (1944 – 1945). Български офицер, подпоручик. Военен журналист.

## Биография
Къню Маринов е роден на 24 януари 1925 г. в с. Казачево, Ловешко. Учи в родното си село и Ловешката смесена гимназия „Цар Борис III“. Като гимназист е активен член на РМС. След полицейски арест и последвало освобождаване, минава в нелегалност. Партизанин в Партизански отряд „Христо Кърпачев“ от 1 септември 1943 г. Приема партизанско име Христо, в памет на загиналия командир на Народна бойна дружина „Чавдар“ Христо Кърпачев. Участва в бойни акции, служи като куриер на щаба.
Непосредствено след 9 септември 1944 г. е доброволец във войната срещу Германия. Военно звание подпоручик. Командир на II- и взвод на доброволчески отряд в състава на Тридесет и четвърти пехотен троянски полк. Участва в бойните действия на полка при височина Голям връх (кота 1022), връх Сулагета (кота 904, 1068, 1070), гр. Бяла паланка, гр. Свърлиг, височина Паяшки камък, Крушумлия (кота 1018), гр. Прищина. В хода на настъплението при гр. Нови пазар на 28 ноември 1944 г. е тежко ранен от противопехотна мина. Преминава през продължително лечение и остава инвалид.
След демобилизацията работи като военен журналист във в. „Народна армия“ и в. „Отечествен фронт“. Пише стихотворения, разкази, очерци, публицистични статии. Владее английски и френски език. Автор на най-интересните мемоарни книги и изследвания за Съпротивителното движение в Ловешко: „По долини и балкани“, „Черна зима“ и „Биографичен очерк. Стоян Едрев“.
Умира на 42 години на 15 май 1967 г. в София.